# Tumor vascular

## Introdução
Tumor vascular  é uma anomalia vascular formada pela proliferação de células  de vasos sanguíneos. Diferentemente das malformações vasculares, demonstram proliferação de células endoteliais de diversas linhagens, e podem apresentar fase de crescimento rápido, constituindo, portanto, verdadeiras neoplasias.  A maioria dos tumores vasculares é própria da faixa etária pediátrica, porém vários tipos podem ocorrer ao longo de toda a vida. Quase todos os tumores vasculares são benignos ou classificados como de malignidade intermediária. As neoplasias vasculares malignas são o angiossarcoma e o  hemangioendotelioma epitelióide.

## Classificação
Tumores vasculares incluem uma vasta gama de entidades, desde tumores benignos como hemangiomas, passando por tumores de comportamento localmente agressivo, como hemangioendoteliomas, até tumores francamente malignos, como o angiossarcoma, além de suas respectivas variantes epitelióides.

## Tumores vasculares benignos

### Hemangiomaou hemangioma infantil
É um tumor benigno, que ocorre em 4-5% dos lactentes caucasianos, mas raramente em lactentes de pele escura. Ela ocorre em 20% dos recém-nascidos prematuros de baixo peso e 2,2 a 4,5 vezes mais frequentemente no sexo feminino.HI apresentam-se mais comumente na cabeça e pescoço (60%), mas também envolvem o tronco e extremidades. Um terço destas lesões está presente ao nascimento como uma mancha telangiectática ou área equimótica. Durante as primeiras quatro semanas de vida, 70% a 90% aparecem. As lesões que estão situados abaixo da pele podem não aparecer até 3 a 4 meses de idade, quando o tumor é grande o suficiente. Durante os primeiros 9 meses, os HI crescem mais rápido do que o crescimento da criança. Esta é chamada fase de proliferação. Depois de 9 meses (em média), o crescimento do tumor diminuirá e igualará o crescimento da criança durante cerca de 3 meses. Após 12 meses, o tumor começa a involuir e pode até desaparecer. A involução ocorre em um terço dos pacientes com a idade de 3 anos, em 50% com a idade de 5 anos e em 72% com a idade de 7 anos. A involução pode resultar em telangiectasias residuais, palidez, atrofia, alterações texturais e lesões residuais por vezes fibrogordurosas. Uma vez que 90% dos HI são pequenos, localizados e assintomáticos, o tratamento consiste principalmente de observação, aguardando até que a involução esteja completa. Durante a fase de proliferação, o tumor é altamente vascular. Os pacientes que se submetem a tratamento cirúrgico durante este período, estão em risco de sangramento. Além disso, durante esta fase a cirurgia, muitas vezes leva a um resultado estético inferior. No entanto, os pacientes podem necessitar de intervenção cirúrgica mais tarde durante a infância, porque 50% dos HI deixam um tecido residual fibrogorduroso, pele redundante, ou estruturas danificadas após a involução. Esperar até que involução esteja completa, garante que a menor quantidade de resíduo fibrogorduroso e o excesso de pele esteja presente quando a lesão for ressecada, dando a menor cicatriz possível. 

### Granuloma piogênicoou hemangioma lobular capilar
É um tumor vascular benigno, muitas vezes adquirido, praticamente encontrado apenas na pele  ou mucosas. O diâmetro médio destas lesões é de 6,5 mm.Embora estas lesões sejam pequenas, eles são muitas vezes complicadas por hemorragia, descamação e ulceração. Microscopicamente, granulomas piogênicos são caracterizados por proliferação vascular entre tecido de granulação e infiltrado inflamatório crônico.
Granulomas piogênicos são raramente congênitos. Geralmente, desenvolvem-se em lactentes: 42,1% surgem durante os primeiros 5 anos de vida Este tumor vascular é duas vezes mais comum no sexo masculino do que no feminino e 25% das lesões parecem estar associadas com trauma, uma condição cutânea subjacente, ou gravidez, alterações hormonais e medicamentos. Granulomas piogênicos podem também surgir dentro de uma malformação capilar. De todos os granulomas piogénicos, 62% são distribuídos na cabeça ou no pescoço, principalmente na bochecha e na cavidade oral. Lesões na face pode causar deformidade visível.
Numerosos métodos têm sido descritos para tratar granulomas piogénicos. Lesões reticulares envolvendo a derme, podem não ser bem manejadas com laser, cauterização ou excisão e, portanto, têm uma taxa de recorrência de 43,5%. O tratamento definitivo requer a excisão completa de toda a espessura da pele. Além disso, curretagem e cauterização completa são frequentemente utilizados para pequenas lesões.

## Tumores vasculares de comportamento incerto

### Hemangioendotelioma
Termo que inclui numerosas variantes com comportamento incerto.
- Hemangioendotelioma composto é um angiossarcoma de baixo grau que tipicamente acomete adultos, embora já tenha sido descrito em crianças.[7]:601
- Hemangioendotelioma de células fusiformes[8]) é um tumor vascular primeiramente descrito por Sharon Weiss, M.D.,[9] comumente  afetando uma extremidade distal de crianças e adultos jovens.[7]:599 Estes tumores foram reclassificados por Weiss como hemangioma de células fusiformes, devido a seu excelente prognóstico.[10]
- Hemangioendotelioma retiforme (ou "Hobnail hemangioendothelioma"[8]) é um angiossarcoma de baixo grau, descrito em 1994, com aspecto de nódulo, placa ou tumor exofítico.[7]:601
- Hemangioendotelioma kaposiforme (ou hemangioendotelioma kaposiforme infantil[8]) é um tumor vascular incomum, descrito por Niedt, Greco, et al., em 1989.[11][7]:596 o qual afeta predominantemente lactentes e crianças, porém já foi descrito em adultos.[8]:1782
- Angioendotelioma papilar endovascular, também conhecido como "tumor de Dabska",[7]  "Angioendotelioma papilar intralinfático"[8] (PILA),[12] "hemangioendotelioma tipo Dabska", "hobnail hemangioendothelioma", e "angioendotelioma papilar endovascular maligno",[8] é um angiossarcoma de baixo grau raro,[7]:601 de vasos linfáticos.[12] Cerca de 30 casos foram descritos na literatura médica.[13] Essa entidade é controversa, podendo incluir vários tumores moleculares em distintos.[13][14] Apresenta-sem como um tumor vascular de crescimento lento[15] Da cabeça e pescoço, ou extremidades dês lactentes ou pré-escolares[7]:601 Todavia, já foi descrito casos envolvendo o testículo,[12][15][16] ossos[17] ou o baço, além de adultos.[13][17][18] Alguns relato sobre descreveram bom prognóstico,[19] porém casos com metástases foram descritos.
- Hemangioendotelioma infantil é o termo comumente usado para descrever hemangiomas hepáticos do período neonatal. Histologicamente, trata-se de hemangiomas infantis ou congênitos em tudo iguais aos equivalentes cutâneos, mais comuns. Lesões hepáticas semelhantes casualmente encontrada se em adultos assintomáticos constituem em sua maioria malformações hepáticas benignas.[20]

## Tumores vasculares malignos

### Hemangioendotelioma epitelióide
Hemangioendotelioma tipo sarcoma epitelióide é um tumor vascular extremamente raro, de malignidade intermediária, inicialmente descrito por Steven Billings, Andrew Folpe, e Sharon Weiss em 2003. Seu nome vem da frequente confusão diagnostica com o sarcoma epitelióide, tumor de partes moles altamente maligno.